# Deán Funes
Deán Funes ist die Hauptstadt im Departamento Ischilín in Zentralargentinien, gelegen ca. 118 km nordwestlich der Provinzhauptstadt Córdoba in der gleichnamigen Provinz Córdoba. Sie hat 21.211 Einwohner (INDEC von 2010). Zu erreichen ist Deán Funes über die Ruta Nacional 60. 
Deán Funes wurde als Villa de Deán Funes am 9. März 1875 gegründet. Wie viele andere Städte in Argentinien entstand auch dieser Ort im Zusammenhang mit dem Eisenbahnbau im Land. Benannt wurde der Ort nach dem Schriftsteller, Dekan der Erzdiözese Córdoba, Rektor der Universität und Mitglied der ersten Regierung Argentiniens nach der Mairevolution Gregorio Funes. Seit dem 29. Oktober 1929 hat Deán Funes Stadtrechte.
Jedes Jahr in der ersten Januarhälfte wird dort das Festival Semana de la Tradición del Norte Cordobés veranstaltet.

## Religion
Bei Deán Funes befindet sich das ein Kloster des Kartäuserordens, die Cartuja San José.